# Harper, Kansas
Harper är en ort i Harper County i Kansas. Vid 2010 års folkräkning hade Harper 1 473 invånare.